# Асте (селище)
А́сте (ест. Aste alevik) — селище в Естонії, у волості Ляене-Сааре повіту Сааремаа.

## Населення
Чисельність населення на 31 грудня 2011 року становила 401 особу.

## Географія
Через селище Асте проходить автошлях 86 (Курессааре — Вигма — Панґа).

## Історія
В радянські часи поблизу Асте розташовувалась військова авіабаза (58°21′54″ пн. ш. 22°26′42″ сх. д. / 58.36500° пн. ш. 22.44500° сх. д.), від якої залишився аеродром.
До 12 грудня 2014 року селище входило до складу волості Каарма.